# Шеније (Крез)
Шеније (фр. Chéniers) насеље је и општина у централној Француској у региону Лимузен, у департману Крез која припада префектури Гере.
По подацима из 2011. године у општини је живело 555 становника, а густина насељености је износила 15,9 становника/km². Општина се простире на површини од 34,9 km². Налази се на средњој надморској висини од 277 метара (максималној 384 m, а минималној 230 m).

## Демографија
| 1962. | 1968. | 1975. | 1982. | 1990. | 1999. | 2011. |
| ----- | ----- | ----- | ----- | ----- | ----- | ----- |
| 726   | 837   | 706   | 684   | 631   | 583   | 555   |

График промене броја становника у току последњих година